# 清洲市
もしかして
- 清須市

ではありませんか？